# Tennessee
 Ovo je glavno značenje pojma Tennessee. Za druga značenja pogledajte Tennessee (razdvojba).
Tennessee je savezna država na jugoistoku SAD-a, u slivu istoimene rijeke.
Klima je umjereno kontinentalna, a na jugu prelazi u subtropsku. Godišnja količina padalina je 1 000 mm. Glavna je rijeka Tennessee s pritocama i umjetnim jezerima, kao lijevi pritok Ohija u slivu Mississippija. 
Tennessee je industrijsko-poljoprivredna zemlja. Ima razvijenu metalurgiju, crnu i obojenu (aluminij), strojogradnja, kemijska industrija, gume, tekstili, prehrambena industrija i dr. Prevladavaju posjedi srednje veličine - prosječna veličina: 56 ha. Razvijena poljoprivreda (pamuk, duhan, soja, kukuruz i dr.). Savezna država od 1796.
Tennessee okružuje osam saveznih država: Kentucky i Virginia na sjeveru; North Carolina na istoku; Georgia, Alabama i Mississippi na jugu, te Arkansas i Missouri na zapadu.

## Okruzi (Counties)
Tennessee se sastoji od 95 okruga (counties)

## Etničke grupe
Indijanci: Cherokee, Kaskinampo, Shawnee i Tali. Od pripadnika drugih domorodačkih plemena na teritoriju Tennesseeja dolazili su i: Catawba, Chiaha, Chickasaw, Tuskegee, Yuchi i možda Ofogoula. 